# (2917) Sawyer Hogg
(2917) Sawyer Hogg est un astéroïde de la ceinture principale.

## Description
(2917) Sawyer Hogg est un astéroïde de la ceinture principale. Il fut découvert le 2 septembre 1980 à la station Anderson Mesa par Edward L. G. Bowell. Il présente une orbite caractérisée par un demi-grand axe de 2,80 UA, une excentricité de 0,11 et une inclinaison de 12,8° par rapport à l'écliptique.

## Compléments